# Brigitte Catillon
Brigitte Catillon, född 20 juli 1951, är en fransk manusförfattare och skådespelerska.

## Roller (urval)
- 1978 – Molière
- 1988 – Franska stunder
- 1991 – Dingo
- 1992 – Ett vinterhjärta
- 1998 – Disparus (även manus)
- 2000 – I andras ögon
- 2000 – Sängfösaren
- 2004 – Jag och min syster
- 2006 – Berätta inte för någon
- 2014 – Marie Heurtin